# Eugênio (prefeito pretoriano)
Eugênio (em latim: Eugenius) foi um oficial bizantino do século VI, ativo no reinado do imperador Justiniano (r. 527–565).

## Vida
Eugênio apareceu no final 548 como prefeito pretoriano do Oriente, talvez em sucessão de Comita Teodoro Basso. Na ocasião foi destinatário da versão em latim do oitavo édito do imperador acerca do vigário do Ponto. Também foi citado num índice para uma coleção de formas prefeitorais. No final de 560, acusou Etério e Jorge de conspirar para substituir Justiniano com Teodoro. Quando se descobriu que as alegações eram falsas, o imperador confiscou sua residência e Eugênio salvou-se apenas por procurar asilo na igreja.